# Новокальчировский сельсовет
Новокальчировский сельсовет — муниципальное образование в Аургазинском районе Республики Башкортостан Российской Федерации.

## История
Согласно «Закону о границах, статусе и административных центрах муниципальных образований в Республике Башкортостан» имеет статус сельского поселения.

## Население
| 2002  | 2009  | 2010  | 2012  | 2013  | 2014  | 2015  |
| ----- | ----- | ----- | ----- | ----- | ----- | ----- |
| 1771  | ↘1700 | ↘1696 | ↘1583 | ↘1504 | ↘1428 | ↘1373 |
| 2016  | 2017  |       |       |       |       |       |
| ↘1332 | ↘1299 |       |       |       |       |       |

## Состав сельского поселения
| № | Населённый пункт | Тип населённого пункта          | Население |
| - | ---------------- | ------------------------------- | --------- |
| 1 | Новый Кальчир    | деревня, административный центр | ↗187      |
| 2 | Кшанны           | деревня                         | ↘417      |
| 3 | Новые Карамалы   | деревня                         | ↘392      |
| 4 | Дюртюли          | деревня                         | ↗349      |
| 5 | Кальчирбуран     | деревня                         | ↗318      |
| 6 | Марс             | деревня                         | ↘33       |

### Упразднённые населённые пункты
- поселок Соколовка (Закон «О внесении изменений в административно-территориальное устройство Республики Башкортостан в связи с образованием, объединением, упразднением и изменением статуса населенных пунктов, переносом административных центров» от 20 июля 2005 года № 211-з)